# Wat Chedi Luang
 (avril 2018).
Si vous disposez d'ouvrages ou d'articles de référence ou si vous connaissez des sites web de qualité traitant du thème abordé ici, merci de compléter l'article en donnant les références utiles à sa vérifiabilité et en les liant à la section « Notes et références ».
Wat Chedi Luang (thaï : วัดเจดีย์หลวง, lit. temple du grand stupa ou temple du stupa royal) est un temple bouddhiste dans le centre historique de Chiang Mai, Thaïlande. Les terres actuelles du temple étaient à l'origine composées de trois temples ; Wat Chedi Luang, Wat Ho Tham et Wat Sukmin.

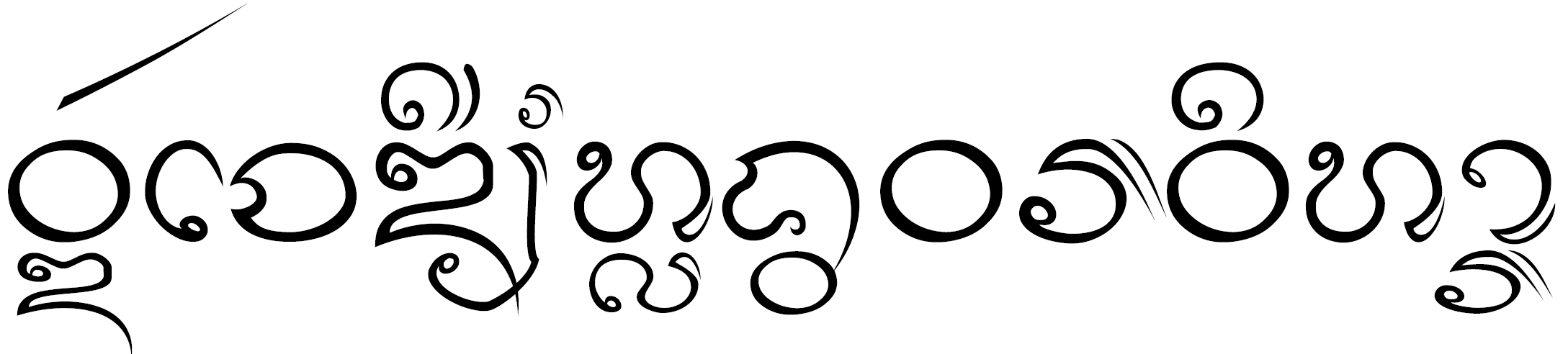
Wat Chedi Luang Wora Wihan écrit en Lanna

## Histoire
La construction du temple a commencé au 14e siècle, entre 1385 et 1402, lorsque le Roi Saen Muang Ma a prévu d'y enterrer les cendres de son père dans un grand stupa (thaï : เจดีย์ ; chedi ; reliquaire). Après 10 ans de construction, le temple a été laissé inachevé. Plus tard, après la mort du roi, la construction a été reprise par sa veuve. Probablement en raison de problèmes de stabilité, il a fallu attendre le milieu du 15e siècle pour voir la construction achevée, au cours du règne du roi Tilokaraj. Le grand stupa royal culminait alors à 82 mètres de hauteur et présentait un diamètre de base de 54 mètres. A l'époque, c'était le plus grand bâtiment de tout le Lanna. En 1468, le Bouddha d'émeraude a été installé dans la niche-est. En 1545, la partie supérieure de 30 m de la structure s'est effondrée après un tremblement de terre, et, peu de temps après, en 1551, le Bouddha d'émeraude a été déplacé à Luang Prabang.
Dans le début des années 1990, le chedi a été reconstruit, financé par l'UNESCO et par le gouvernement japonais. Cependant, le résultat est quelque peu controversé : certains prétendent que les nouveaux éléments sont plus de style thaïlandais que de style Lanna. Pour le 600e anniversaire du chedi en 1995, une copie du Bouddha d'émeraude fabriqué à partir de jade noir a été placée dans la reconstruction de la niche-est. L'icône est nommée officiellement Chaloem Phra Phut Sirirat mais est généralement connue sous le nom de Phra Yok.
Sur le terrain du temple se trouve aussi le sanctuaire du pilier de la ville (Lak Mueang) de Chiang Mai, pilier nommé Sao Inthakin. Il a été déplacé à cet endroit en 1800, par le Roi Chao Kawila ; il était situé à l’origine dans le Wat Sadeu Muang. Le Roi a également planté trois arbres diptérocarpes qui sont censés aider le pilier de la ville à protéger la ville. La fête du Sai Khan Dok (thaï : ใส่ขันดอกบูชาเสาอินทขีล), cérémonie d'offrande florale en l’honneur du pilier de la ville, est organisée chaque année en mai et dure de 6 à 8 jours.
Dans un wihan (thaï : วิหาร, écrit parfois vihan ou viharn ; salle d'assemblée pour tous, laïcs et religieux) près de l'entrée du temple se situe la statue du Bouddha appelée Phra Chao Attarot (Bouddha de dix-huit coudées) qui a été moulée à la fin du 14e siècle. De l’autre côté du chedi se trouve un autre pavillon abritant une statue de Bouddha couchée.
Wat Chedi Luang organise des sessions de conversations avec les bonzes chaque jour. Les touristes sont invités à parler avec des bonzes, souvent des novices, et à leur poser des questions sur le bouddhisme ou la Thaïlande.

Wat Chedi Luang
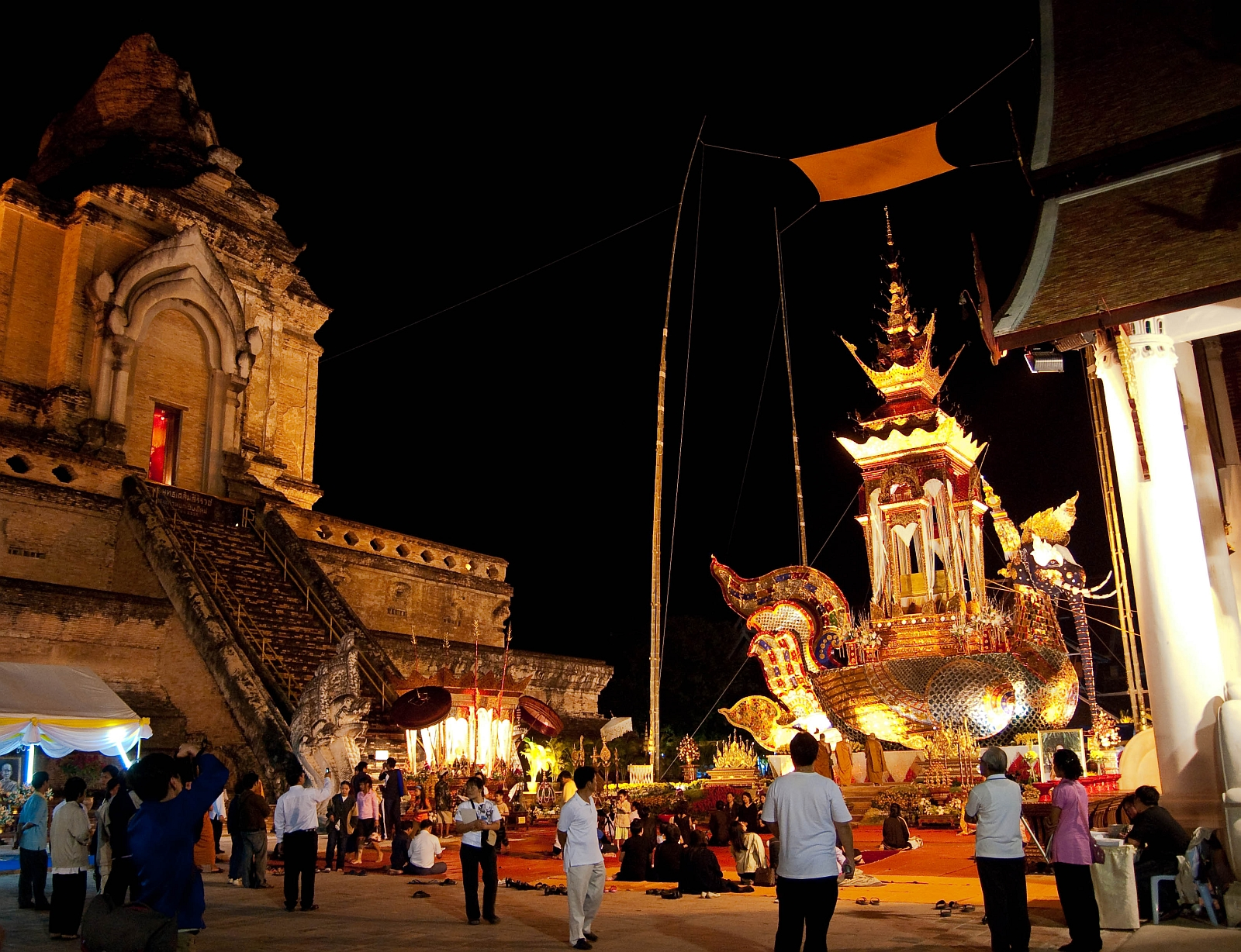
Le bûcher pour les funérailles de Chan Kusalo en forme de nok hatsidiling
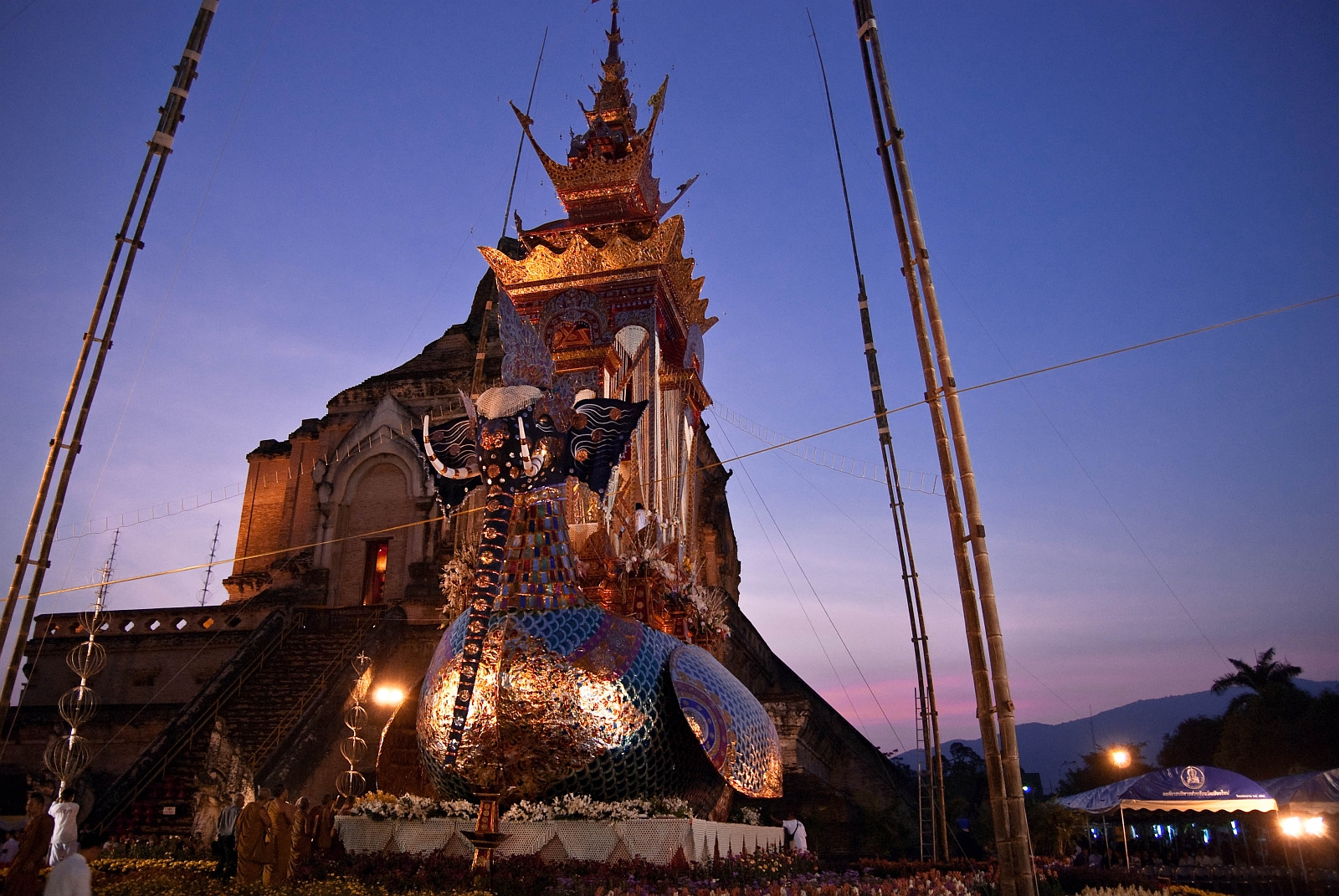
La crémation de Chan Kusalo dans la soirée du 18 janvier 2010
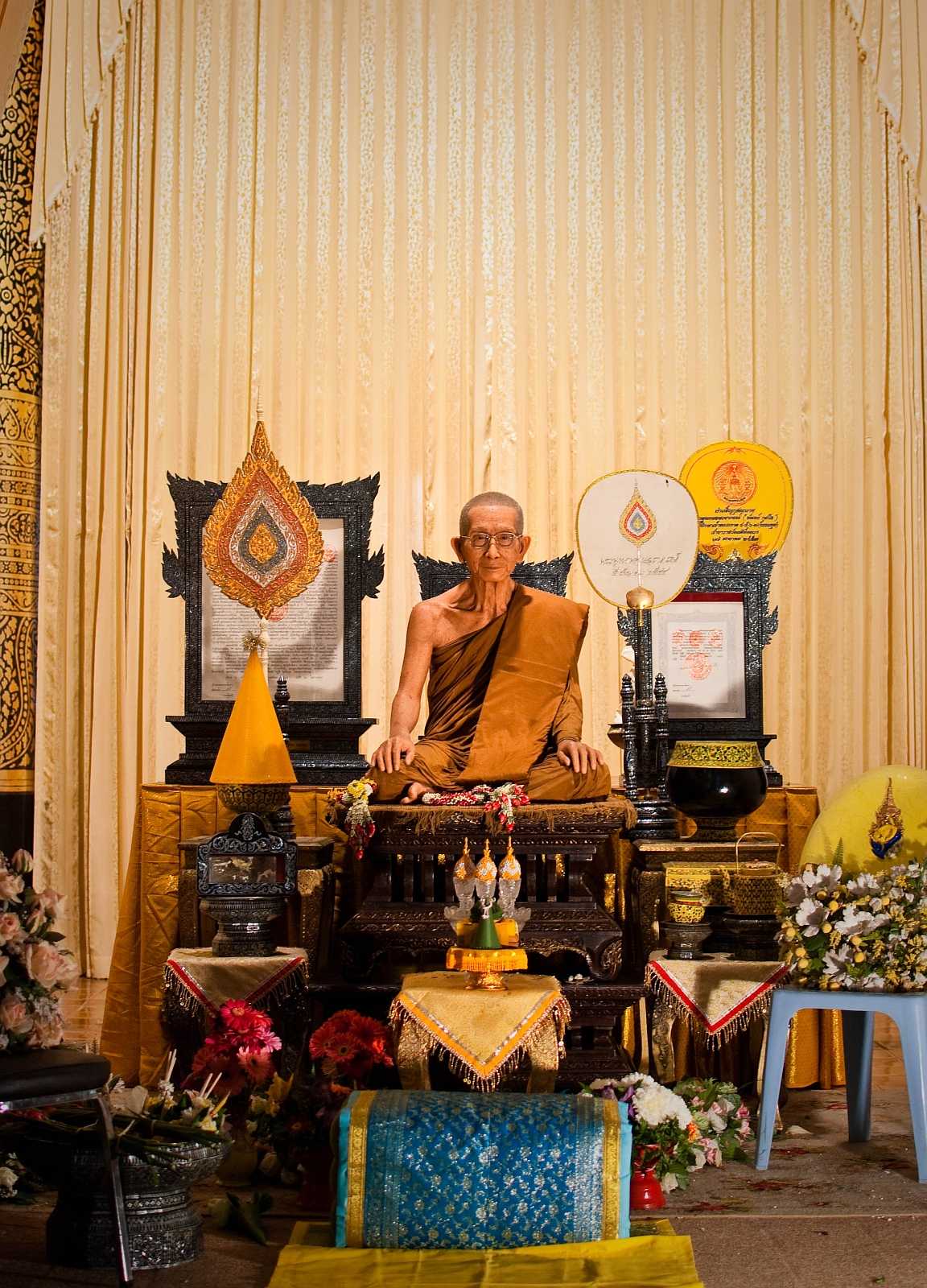
La figure de cire de Chan Kusalo à l'intérieur du wihan
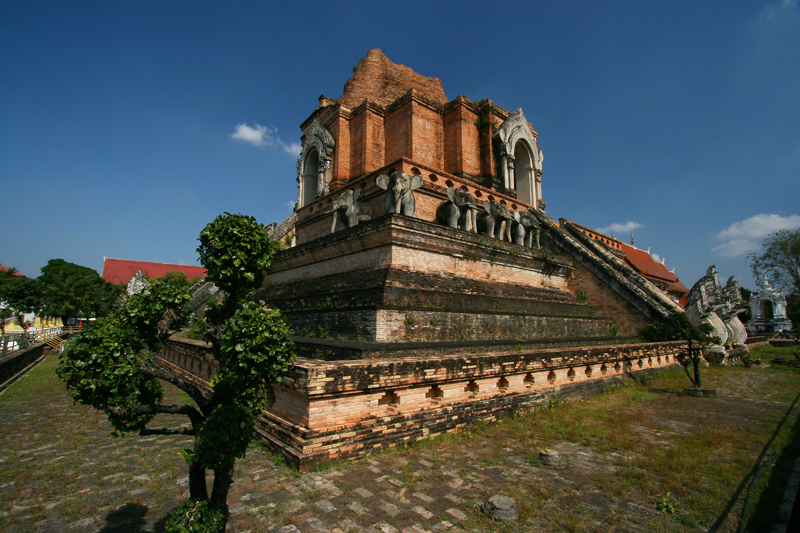
Vue d'ensemble en janvier 2014
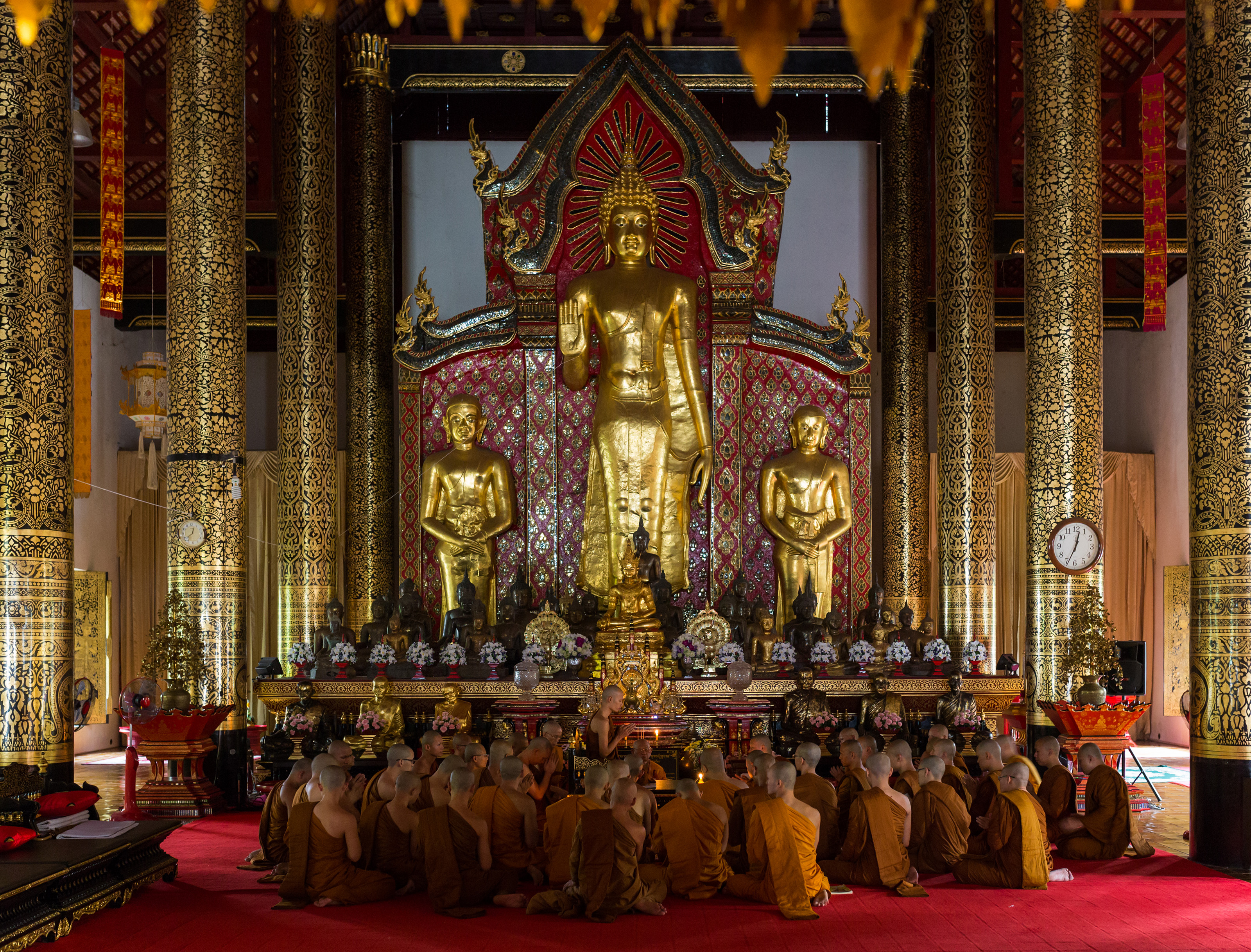
Moines chantant à l'intérieur du wihan
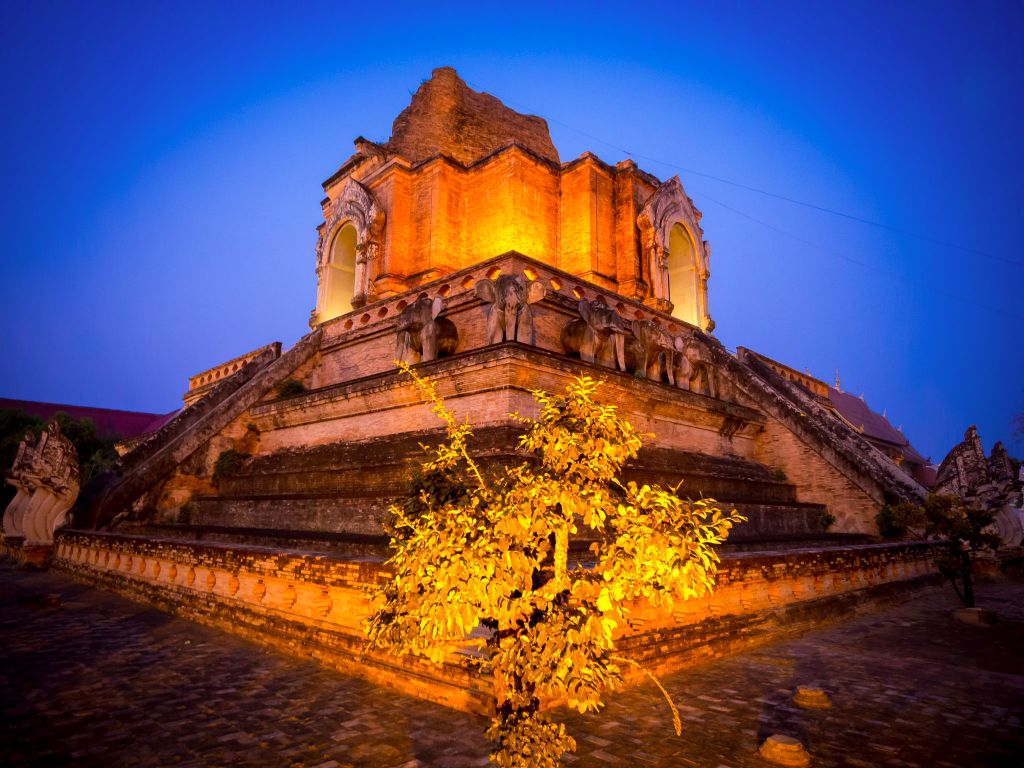
Vue d'ensemble à la tombée du jour
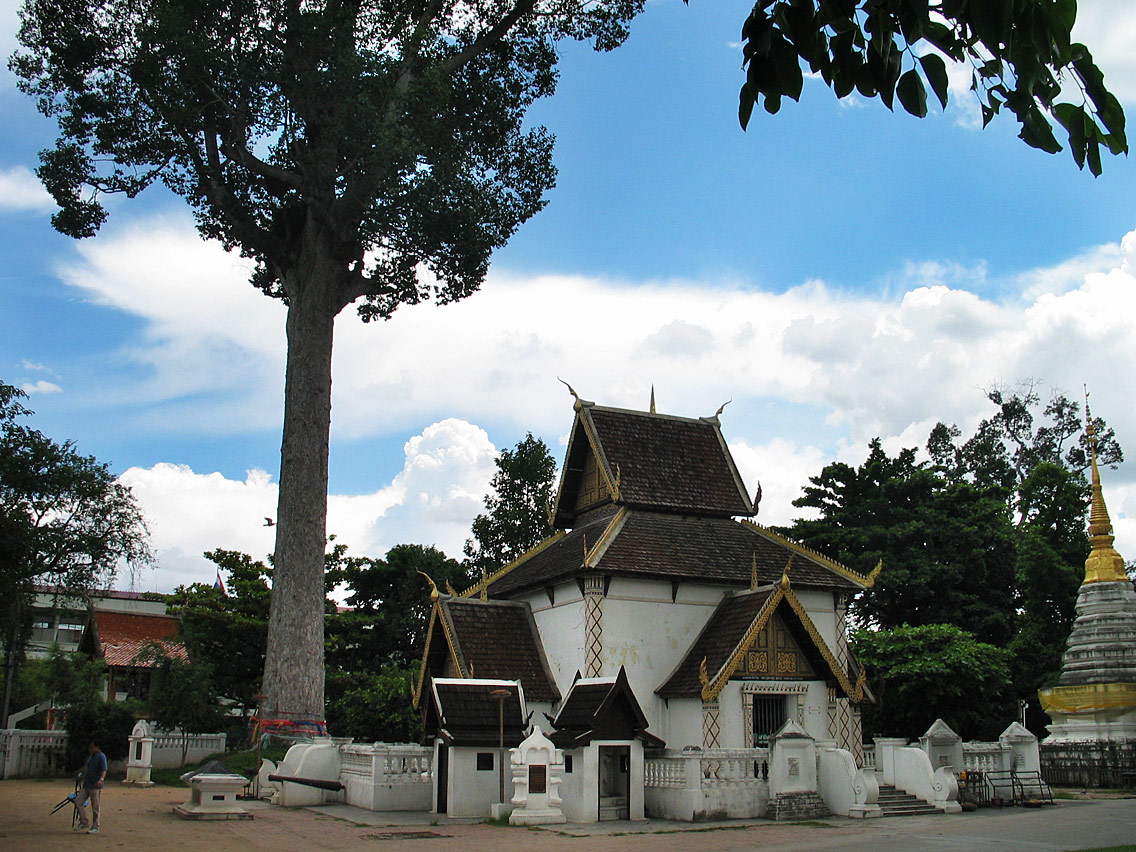
Sanctuaire du pilier de la ville de Chiang Mai
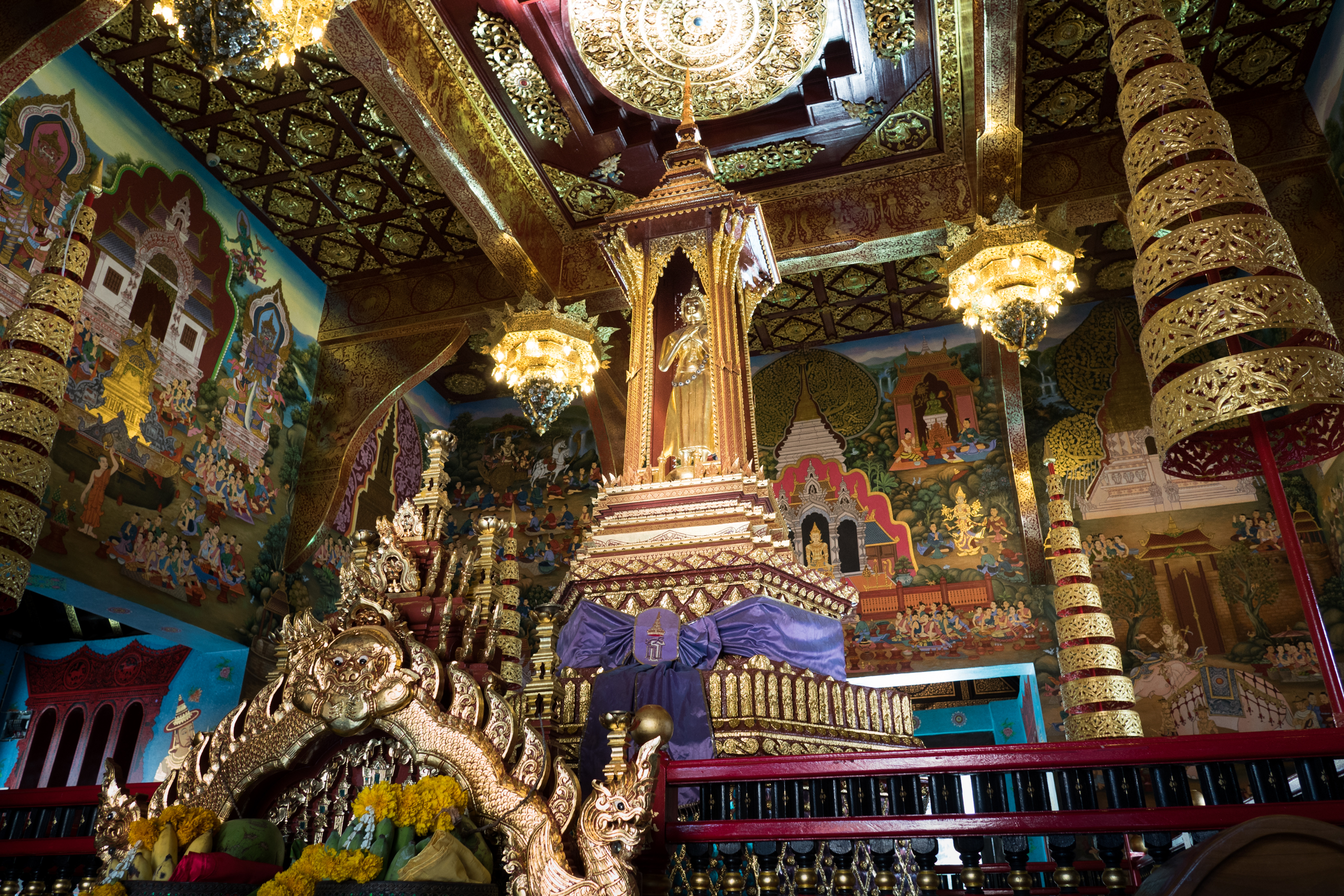
L'intérieur du sanctuaire du pilier de la ville
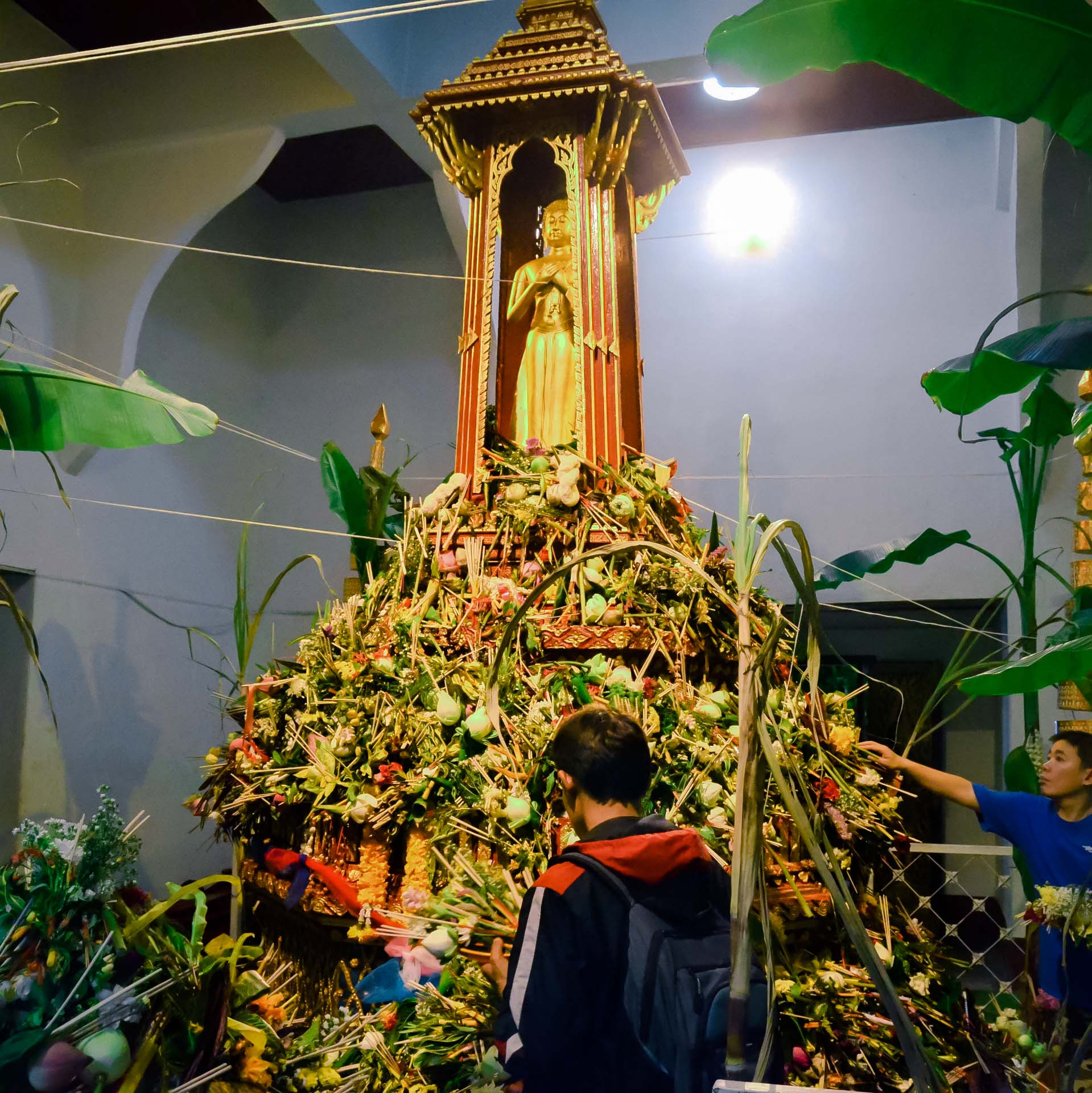
Fête du Sai Khan Dok en l'honneur du pilier de la ville